# Haplochromis annectidens
Haplochromis annectidens là một loài cá thuộc họ Cichlidae. Nó là loài đặc hữu của Uganda.